# Будинок синагоги (Вінниця)
Будинок синагоги (синагога Райхера) – пам'ятка архітектури і містобудування місцевого значення (охоронний номер 250-М від 25.07.1997). Розташований за адресою: м. Вінниця, вул. Червонохрестівська, 11.
Вважається зразком єврейської архітектури Вінниці початку 20-го століття.

## Історія
Синагога була побудована у 1903 році на замовлення лікаря І. Райхера. Будівельні роботи провадились за проектом архітектора Григорія Артинова, про що свідчить пам’ятна дошка на фасаді споруди.
Під час атеїстичної компанії, наприкінці 1920-х років, у приміщенні синагоги була розміщена спортивна школа.
У 1945 році коштом спортивного товариства "Спартак" був здійснений ремонт будівлі.
На даний час в будинку  розташована обласна дитячо-юнацька спортивна школа зі складно-координаційних видів спорту. 

## Архітектура та планування
Будинок синагоги є одноповерховою спорудою центричного типу. Будівельний матеріал – червона цегла, облицювання головного фасаду виконано силікатною цеглою, що було розповсюдженою практикою на початку 20 століття.
Споруда прямокутна, симетрична, має три дверні отвори та потрійні вікна готичного типу поміж ними.
В центральній частині будівлі на висоту двох поверхів розташований  головний зал синагоги.
З двох боків будинку знаходяться двоповерхові частини споруди; у приміщеннях другого поверху, обладнаних арочними отворами, знаходились жіночі відділення.
На першому поверсі були розташовані школа та бібліотека.
Головний фасад симетричний, з двома боковими ризалітами, які мають дверні отвори та  завершені  аттиками над карнизом. Симетрія будинку підкреслена центральним ризалітом складної форми та більшим розмірами аттиком.  